# Окмалгі (округ, Оклахома)
Шаблон:StateAbbr_ 35°38′ пн. ш. 95°58′ зх. д. / 35.64° пн. ш. 95.97° зх. д.
Округ Окмалгі (англ. Okmulgee County) — округ (графство) у штаті Оклахома, США. Ідентифікатор округу 40111.

## Історія
Округ утворений 1907 року.

## Демографія
За даними перепису
2000 року
загальне населення округу становило 39685 осіб, зокрема міського населення було 20224, а сільського — 19461.
Серед мешканців округу чоловіків було 19356, а жінок — 20329. В окрузі було 15300 домогосподарств, 10701 родин, які мешкали в 17316 будинках.
Середній розмір родини становив 3,06.
Віковий розподіл населення поданий у таблиці:
| Стать    | До 15 років | 15-21 | 22-29 | 30-39 | 40-49 | 50-65 | 65-85 | Понад 85 |
| -------- | ----------- | ----- | ----- | ----- | ----- | ----- | ----- | -------- |
| Чоловіки | 4503        | 2375  | 1736  | 2459  | 2631  | 3195  | 2228  | 229      |
| Жінки    | 4212        | 2015  | 1746  | 2490  | 2888  | 3432  | 2970  | 576      |

## Суміжні округи
- Талса — північ
- Вагонер — північний схід
- Маскогі — схід
- Макінтош — південний схід
- Окфаскі — південний захід
- Крік — північний захід

## Виноски
1. ↑  U.S. Decennial Census. United States Census Bureau. Архів оригіналу за 26 квітня 2015. Процитовано 21 лютого 2015.
2. ↑  Historical Census Browser. University of Virginia Library. Архів оригіналу за 11 серпня 2012. Процитовано 21 лютого 2015.
3. ↑  Forstall, Richard L., ред. (27 березня 1995). Population of Counties by Decennial Census: 1900 to 1990. United States Census Bureau. Архів оригіналу за 19 лютого 2015. Процитовано 21 лютого 2015.
4. ↑  Census 2000 PHC-T-4. Ranking Tables for Counties: 1990 and 2000 (PDF). United States Census Bureau. 2 квітня 2001. Архів оригіналу (PDF) за 18 грудня 2014. Процитовано 21 лютого 2015.
5. ↑  State & County QuickFacts. United States Census Bureau. Архів оригіналу за 6 червня 2011. Процитовано 12 листопада 2013.(англ.) Наведено за англійською вікіпедією.
6. ↑  American FactFinder. Бюро перепису населення США. Архів оригіналу за 26 лютого 2012. Процитовано 31 січня 2008.

| США | Це незавершена стаття з географії США. Ви можете допомогти проєкту, виправивши або дописавши її. |